# Tingena eumenopa
Tingena eumenopa är en fjärilsart som först beskrevs av Edward Meyrick 1926b.
 Tingena eumenopa ingår i släktet Tingena och familjen praktmalar. Inga underarter finns listade i Catalogue of Life.